# Гернси (футбольный клуб)
Футбольный клуб «Гернси» (англ. Guernsey Football Club), или Гернси ФК (англ. Guernsey F.C.) — футбольный клуб, расположенный в Сент-Питер-Порте, Гернси. Основан в 2011 году и сначала (в сезоне 2011/12) стал входить первого дивизиона лиги Combined Counties (10 уровень), а дальше клуб после каждого сезона поднимался на ступень выше. Сейчас играет в первом южном дивизионе Истмийской лиги (8-й уровень).
До того как оказаться в лестнице профессиональных клубов, «Гернси» выступал в любительских турнирах под эгидой Футбольной ассоциации Гернси, а точнее — в Лиге Прио.

## История

### 2011/12
Гернси сыграл свой первый матч 16 июля с Уимблдоном, который в тот момент играл в Футбольной конференции (5 уровень) (этот матч был товарищеским). Матч завершился поражением «островитян» со счётом 5:6.
В том сезоне они играли в первом дивизионе лиги Combined Counties (10 уровень). 6 августа гернсийцы сыграли свой первый официальный матч. Эта встреча проходила дома, и Гернси принимали Кнэпхилл. Матч завершился победой гернсийцев 5:0. 9 августа представители Гернси впервые оказались в Британии, сыграв против Хартли Уинтни (2:2). 12 ноября впервые был показан домашний матч гернсийцев. В нём был побеждён Фелтхэм 2:0. «Гернси» выиграли 9 домашних матчей подряд. Эта серия прервалась 21 января в матче с Эверсли, где гернсийцы проиграли 2:3. 24 марта, после победы над Бедфонт Спортс (7:1), команда обеспечила выход в премьер-дивизион в следующем сезоне.

### 2012/13
Гернси начал свой второй профессиональный сезон (и первый в Премьер-лиге Combined Counties, 9 уровень) с победы над Кройдоном, со счётом 8:0 после продвижения в прошлом сезоне. Они также впервые вошли в Вазу футбольной ассоциации. Sky Sports вернулся на «Футс Лейн», чтобы заснять первый полуфинальный матч против «Спеннимур Таун», который состоялся 23 марта 2013 года. Чтобы сделать поле пригодным для игры, был опробован новый способ высушивания поля с помощью вертолёта, копируя идею, испробованную в Мельбурне пятьюдесятью годами ранее.
Из 27 игр в сезоне, которые были отложены из за кубка и плохой зимней погоды, Гернси запланировали 17 игр в апреле 2013 года, 23 игры за 43 дня, и последние 4 матча за 4 дня.
Прекрасно закончив этот сезон, они продвинулись в следующий.

### 2013/14
Участие Гернси в чемпионате кубка Англии по футболу было подтверждено, хотя и с определёнными условиями, включающими в себя строгие финансовые обязательства, которые были смягчены помощью кампании 60Saviours, в рамках которой 60 человек или групп обязуются поддерживать каждую игру в рамках Кубка Англии и Трофея футбольной ассоциации.
Во время матча за Кубок Англии против «Баркингсайд», состоявшегося 6 октября, Росс Аллен забил 350-й гол за клуб с момента его основания, всего за 111 игр и немногим более чем за два сезона. Выйдя в первый раунд квалификации, «Гернси» провели свой первый матч за Кубок Англии дома, где встречались с «Биллерикей Таун», но проиграли со счетом 1:2
Получив повышение, «Гернси» выступил в Первом Южном дивизионе Истмийской лиги 2013/14, проведя 46 матчей в сезоне. По итогам сезона команда заняла 4-е место в лиге и вышла в плей-офф за повышение в Премьер-дивизион Истмийской лиги, но уступила «Лезерхед» со счетом 3:2.